# Iridopsis anaisaria
Iridopsis anaisaria är en fjärilsart som beskrevs av Charles Oberthür 1883. Iridopsis anaisaria ingår i släktet Iridopsis och familjen mätare. Inga underarter finns listade i Catalogue of Life.